# ジョー・バイデンのセクハラ疑惑

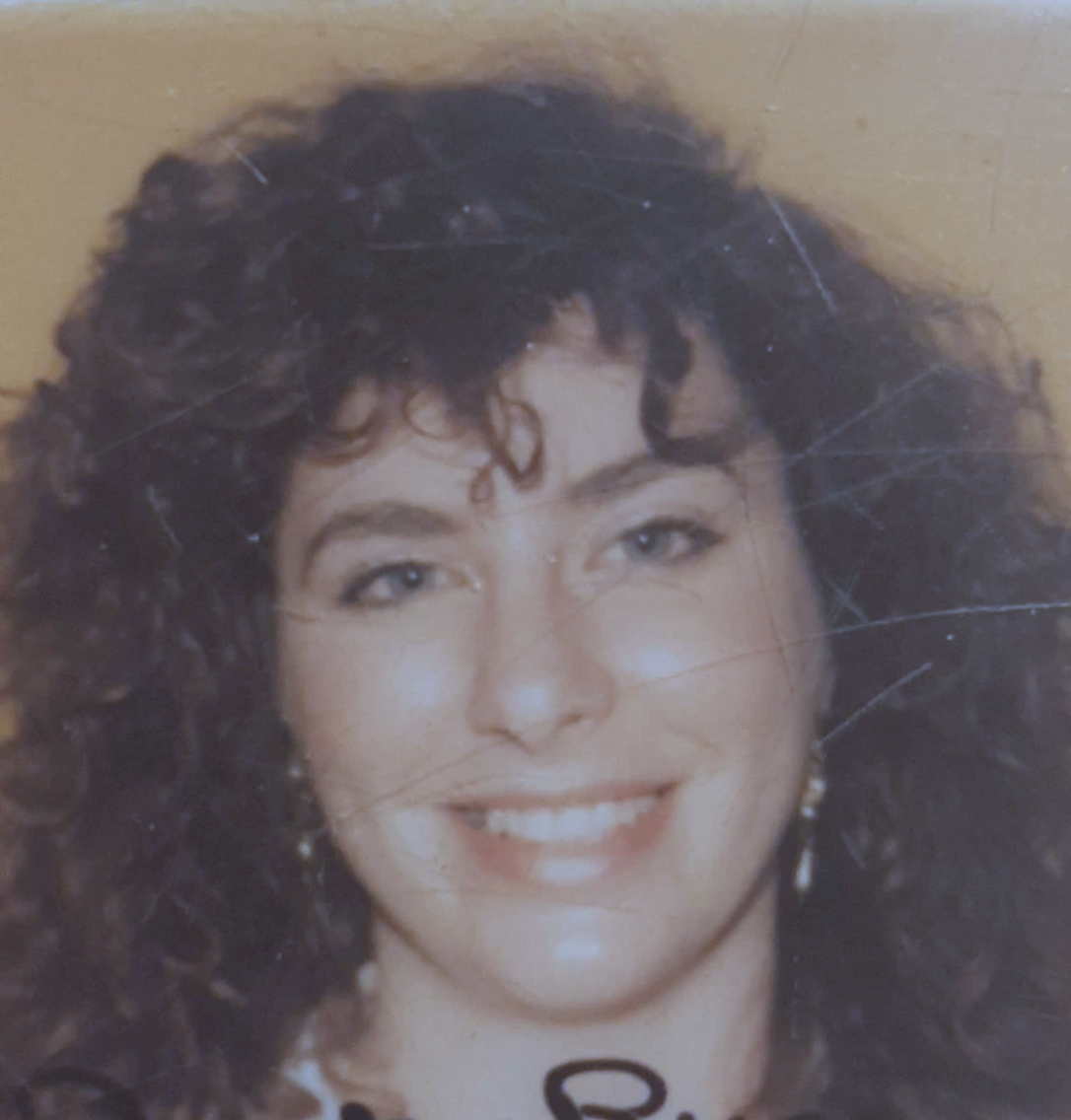
被害を受けたと主張しているタラ・リード

ジョー・バイデンのセクハラ疑惑とは、アメリカ合衆国の民主党の政治家ジョー・バイデンが女性に行ったとされる、複数のセクシャルハラスメント疑惑である。

## 2019年女性民主党員へのセクハラの件
2019年3月に民主党員で元ネヴァダ州議会議員のルーシー・フローレス（Lucy Flores）は、2014年の選挙活動中にバイデンが背後から両手をフローレス氏の肩に置いて、さらに近づき、髪の香りをかいで、ゆっくりと後頭部にキスしたと主張している。フローレスは「何が起きているのか理解できなかった。これほど露骨に不適切な真似を経験したことがない」と告発した。

## 民主党議員側近へのセクハラ疑惑
2019年4月には、ジム・ハインズ下院議員（民主党、コネチカット州選出）の側近エイミー・ラッポスは2009年10月バイデンに不適切に触られたと述べた。バイデンが台所に入ってきた際、ラッポスの顔を両手で包み、鼻をこすり合わせたという。ラッポスは「望まない好意の表現は、良くない。女性をモノ扱いするのも良くない」「女性のパーソナルスペースを侵害したり、不適切に触ったり、セクハラをしてレイプ文化を増長させるような男性は、権力の場にいてはいけない」「こうした振る舞いを『単なる好意』、『おじいちゃんみたい』、『フレンドリー』と言ってしまうこと自体、この問題を非常に軽視していることの表れで、問題の一部だ」と批判した。

## 2020年事務職員へのセクハラ疑惑
バイデンがアメリカ連邦議会でデラウェア州選出の上院議員を勤めていた1993年に雇っていた当時20代後半の女性事務職員タラ・リード（Tara Reade）の首や腰を触ったというもの。
AP通信やワシントン・ポストなどは、バイデンが8人の女性からセクハラの告発されていた2019年中にリードに対してもインタビューをしたが、記事として詳しく報道されることはなかった。
2020年3月26日、ニューヨークのラジオ局WBAIの番組「ザ・ケイティー・ハルパー・ショー」のインタビューで、セクハラについてリードが語った。番組でリードが語った内容によると、バイデンが壁に向かってリードを壁ドンしたあとにキスをし、スカートの中に手を入れ性器に指を挿入し、「どこか別の場所へ行かないか」を囁いたという。
バイデンはリードの足を気に入っていたらしく、補佐官を介してカクテルを送るように頼んだという。しかし、リードはそれを拒否した。しかしこれに不満を漏らしたバイデンによるものかはわからないが、リードの役職や権限は剥奪され、服装などでも非難されたという。リードはこの件を権力の濫用であると主張している。
2020年4月9日、リードはワシントンD.C.首都警察に1993年春のセクハラについて安全のために報告し刑事告訴したと発表した。
2020年4月、1993年8月11日に放送されたCNNのトーク番組「ラリー・キング・ライブ」で、リードの母親は匿名の視聴者として電話をし、「著名な上院議員の下で働いていた娘が問題を抱えて仕事を辞めた」とラリー・キングに質問していたことが発見される。リードは母親や家族にバイデンとの問題を相談していたという。カリフォルニアの地元紙「The Union」にもリードが執筆したバイデンを非難する内容のエッセイが掲載された。
リードは、民主党は「すべての女性が安全に発言できる国を作りたいという立場を取っているが、私はその機会に恵まれなかった」とバイデン陣営を批判し、さらにバイデン氏支持者から証拠がないままロシアのスパイだと非難され、殺害予告を受け取ったり、SNSアカウントをハッキングされて、個人情報が抜かれたと述べた。

### バイデンの対応
2020年5月1日、バイデンは一連の疑惑を否定する声明を発表した。バイデン選挙事務所は、リードの話には一貫性がなく、疑惑は事実に反していると述べた。
バイデン自身も5月2日にMSNBCの朝の番組に出演し、「はっきりと申し上げる。そんなことは一切、まったく起こらなかった」と言明している。

## 参考資料
- Statement by Vice President Joe Biden
- What 74 Former Biden Staffers Think About Tara Reade's Allegations - PBS NewsHour - Daniel Bush - May 15, 2020
- ‘Manipulative, deceitful, user’: Tara Reade left a trail of aggrieved acquaintances - Politico - May 15, 2020
- Halper, Katie (2020年3月30日). “Biden accuser: "I wanted to be a senator; I didn't want to sleep with one" (audio)”. Katie Halper podcast. 2020年8月30日閲覧。
- Krystal Ball (2020年3月26日). “Tara Reade discusses Biden allegation with Hill.TV's Rising”. The Hill 2020年8月30日閲覧。
- Mika Brzezinski (1 May 2020). Joe Biden: This is an open book, there is nothing for me to hide. Morning Joe. MSNBC.